# Marian Dudziak
Marian Andrzej Dudziak (2 febbraio 1941) è un ex velocista polacco.

## Palmarès
| Anno | Manifestazione        | Sede     | Evento      | Risultato        | Prestazione | Note |
| ---- | --------------------- | -------- | ----------- | ---------------- | ----------- | ---- |
| 1964 | Giochi olimpici       | Tokyo    | 100 m piani | Quarti di finale | 10"5        |      |
| 1964 | Giochi olimpici       | Tokyo    | 4×100 m     | Argento          | 39"3        |      |
| 1966 | Europei               | Budapest | 200 m piani | Argento          | 21"1        |      |
| 1968 | Giochi europei indoor | Madrid   | 4×100 m     | Argento          | 38"99       |      |
| 1971 | Europei               | Helsinki | 4×100 m     | Argento          | 39"72       |      |